# Зуборенко, Игорь Николаевич
И́горь Никола́евич Зуборе́нко (20 февраля 1966, Могилёв) — советский и белорусский гребец, выступал за сборные СССР и Белоруссии по академической гребле в 1980-х — 1990-х годах. Многократный победитель республиканских и молодёжных регат, бронзовый призёр Игр доброй воли, участник летних Олимпийских игр в Сеуле. На соревнованиях представлял Могилёвскую область, мастер спорта международного класса.

## Биография
Игорь Зуборенко родился 20 февраля 1966 года в городе Могилёве, Белорусская ССР. Учился в могилёвской средней общеобразовательной школе № 10. Активно заниматься академической греблей начал в 18 лет, позже состоял в Спортивном клубе армии Белорусского военного округа. Первого серьёзного успеха добился в 1986 году, когда стал чемпионом IX Спартакиады народов СССР в Москве. Год спустя одержал победу в зачёте юниорского всесоюзного первенства в Ростове-на-Дону. Ещё через год впервые стал чемпионом Советского Союза среди взрослых спортсменов — в распашных двойках без рулевого.
Благодаря череде удачных выступлений удостоился права защищать честь страны на летних Олимпийских играх 1988 года в Сеуле — вместе с напарником Валерием Вырвичем занял в безрульных распашных двойках шестое место.
После сеульской Олимпиады Зуборенко остался в основном составе советской национальной сборной и продолжил принимать участие в крупнейших международных регатах. Так, в 1989 году он выиграл всесоюзное первенство в распашных четвёрках без рулевого и побывал на чемпионате мира, прошедшем на Бледском озере в Югославии, где в той же дисциплине пришёл к финишу восьмым. В 1990 году в распашных безрульных восьмёрках завоевал бронзовую медаль на Играх доброй воли в Сиэтле. За выдающиеся спортивные достижения удостоен почётного звания «Мастер спорта СССР международного класса».
Впоследствии ещё в течение многих лет оставался действующим спортсменом, представлял Белоруссию на различных международных турнирах. Например, в 1999 году в парных четвёрках в качестве загребного одержал победу в Большой московской регате, прошедшей на гребном канале в «Крылатском». Женат на белорусской спортсменке (гребля академическая) Александре Панькиной, бронзовой призёрше летних Олимпийских игр 1996 года в Атланте. Есть двое детей.